# North American A-2 Savage
Le North American AJ Savage (ensuite A-2 Savage) était un bombardier embarqué construit pour l'United States Navy par North American Aviation. Le contrat fut accordé en juin 1946, le premier vol eut lieu le 3 juillet 1948 et l'avion fut mis en service en 1949.

## Conception et développement
À la fin de la Seconde Guerre mondiale, l'US Navy a ressenti le besoin d'acquérir une capacité de frappe nucléaire afin maintenir son influence politique.
À court terme, l'avion embarqué était la solution idéale. Les bombes nucléaires à l'époque étaient encombrantes et exigeaient un gros avion pour les transporter. La marine a improvisé un avion embarqué de frappe nucléaire en modifiant le patrouilleur maritime Lockheed P2V Neptune bimoteur pour le décollage d'un porte-avions à l'aide de fusées d'appoint (JATO) ; des tests de décollage commencèrent en 1948.
Mais le Neptune ne pouvait pas apponter, de sorte que l'équipage devait soit se frayer un chemin vers une base terrestre amie après la frappe soit amerrir près d'un navire de la marine américaine.
Le AJ Savage était un grand bombardier d'attaque à propulsion composite conçu pour la bombe atomique.
Il a également effectué des missions de reconnaissance photo et plus tard a été utilisé comme une plate-forme de ravitaillement en vol.
Les North American Savage AJ-1/2 et AJ-1/2P servaient dans un certain nombre d'escadrons d'attaque de 1948 à 1956, ainsi que dans plusieurs escadrons de reconnaissance photographique. La version d'attaque lourde était le premier bombardier nucléaire capable d'être lancé et récupéré à partir de porte-avions.
Au moment de sa conception, la marine américaine cherchait à se procurer un avion doté de moteurs à réaction, tout en devant toujours compter sur un moteur à piston, simple mais éprouvé. Les réacteurs à cette époque étaient peu fiables et utilisaient de grandes quantités de carburant mais, une fois mis au point, ils ont produit des puissances qu'aucun moteur à piston ne pourrait jamais fournir.
Un compromis a été fait pour ajouter aux deux moteurs Pratt & Whitney R-2800 à pistons du Savage, un gros turbocompresseur logé dans chaque nacelle du moteur. Cette combinaison a permis aux moteurs R-2800 de produire la puissance nominale de 2 500 ch (1 864 kW) à 12 802 m d'altitude. En complément, un turboréacteur Allison J33-A-10 de 2 000 daN de poussée a été monté dans le fuselage arrière. Fait intéressant, les deux types de moteurs utilisaient le même carburant. L'ensemble piston-turboréacteur visait à donner une puissance accrue au décollage et une vitesse de pointe supplémentaire en combat. À haute altitude, cet avion d'aspect "carré" (mais aérodynamiquement très propre) était remarquablement rapide, atteignant plus de 740 km/h, tandis que les jets de l'époque n'étaient pas beaucoup plus rapides.

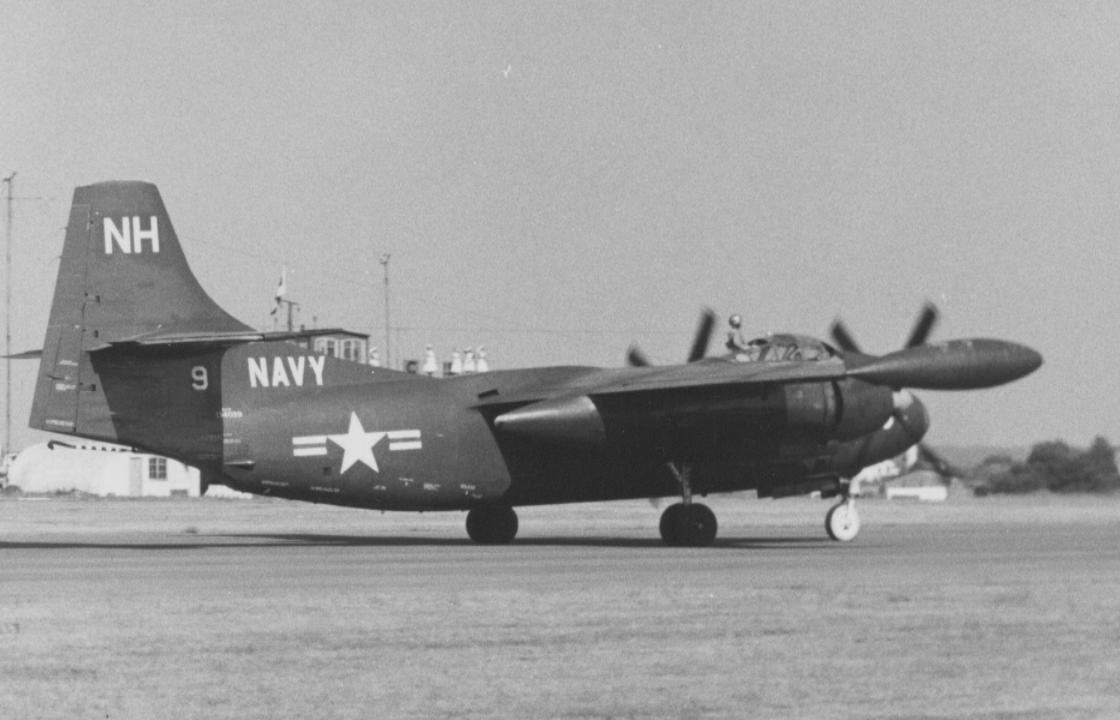
AJ-2 Savage of VC-7 du NAS Port Lyautey sur l'aéroport de Blackbushe, en septembre 1955.

Le premier Savage de production a volé en mai 1949, et le premier appontage, sur l'USS Coral Sea eut lieu le 31 août 1950.
Les premiers modèles du Savage (AJ-1) ont été transformés en ravitailleurs en vol, avec la soute à bombes remplie de tout l'équipement nécessaire, y compris les tuyaux, les pompes à carburant, commandes électriques, et le panier-entonnoir. Le carburant supplémentaire était fourni dans des réservoirs largables. Des ravitailleurs AJ-1 ont été utilisés pour ravitailler le F8U Crusader de John Glenn lors son record de traversée ouest-est des États-Unis.
Le AJ-2 fit son premier vol le 19 février 1953 ; il avait des moteurs plus puissants, un stabilisateur vertical plus grand et un plan horizontal sans dièdre.
Le AJ-2P était la version de reconnaissance photographique du Savage. Il transportait des bombes photoflash pour les missions de nuit, avec la plupart des 18 caméras de l'avion exploitées automatiquement. Il était capable de reconnaissance de nuit à basse altitude. Le-2P avait aussi une capacité de carburant supplémentaire.
Le Savage n'est pas resté longtemps en service en première ligne car il a toujours été considéré comme une solution provisoire. Dès le jour où il a effectué son premier vol, la Marine avait déjà mise en route la recherche d'un successeur plus performant : le Douglas A-3 Skywarrior propulsé par réacteurs.

## Variantes
XAJ-1
Prototype avec deux moteurs Pratt & Whitney R-2800-44 en étoile de 2 300 ch (1 715 kW) et un réacteur Allison J33-A-19. Trois appareils construits.
AJ-1 (A-2A)
Première version de production avec deux R-2800-44W de 2 400 ch (1 790 kW) et un réacteur J33-A-10. 55 appareils construit, les rescapés sont redésignés A-2A en 1962.
AJ-2 (A-2B)
Version équipée de P&W R-2800-48 de 2 500 ch (1 864 kW) et d'un J33-A-10. Les ailerons et le fuselage sont agrandis et la capacité de carburant est augmentée. 55 appareils construits, redésignés A-2B en 1962.
AJ-2P
Version de reconnaissance photographique du AJ-2, 30 construits.

## Avions exposés
Un seul Savage préservé est aujourd'hui (en 2014) visible, c’est le numéro de série 130418 et il est exposé au National Museum of Naval Aviation à la base aéronavale de Pensacola, en Floride.
Un autre Savage survit à l'état d'épave dans la baie de subic.
Le premier prototype était réservé au futur musée du 4e district naval vers 1974, 1980 l'avion est proposé à la vente en 1980 et est acheté par Peck Iron Métal de Portsmouth (NH) et est démoli la même année.

### Développement lié
A2J Super Savage (en)